# Philippe Regnard
Pour les articles homonymes, voir Regnard (homonymie).
Philippe Marie Napoléon Nestor Regnard est un homme politique français né le 16 avril 1806 à Namur (Empire français) et mort le 17 novembre 1885 à Valenciennes.

## Biographie
Docteur en droit en 1828, il est avocat à Valenciennes. Il s'occupe aussi d'histoire locale. Journaliste, il est l'un des rédacteurs de l'Impartial du Nord, un journal d'opposition. Vice-président de la commission municipale provisoire en février 1848, il est député du Nord de 1848 à 1849, siégeant au centre-gauche.
Il fut élu bâtonnier de Valenciennes sous le Second Empire.

## Sources
- « Philippe Regnard », dans Adolphe Robert et Gaston Cougny, Dictionnaire des parlementaires français, Edgar Bourloton, 1889-1891 [détail de l’édition]